# Silverfin. Missione segreta
Nel 2005 nasce la serie dedicate ad un James Bond negli anni in cui era studente ad Eton. Charlie Higson è l'autore scelto per questa iniziativa e Silverfin. missione segreta (o SilverFin) il primo romanzo della nuova saga.

## Trama
James Bond ha il primo impatto con il convitto di Eton che è destinato ad ospitare i suoi anni di studio.

Al college è seguito dal suo tutor Merriot e conosce i suoi nuovi amici: lo spaccone George Hellebore e Pritpal. Durante un incontro con le famiglie, si scontra con un uomo che si presenta come vecchio amico di Andrew Bond, il defunto padre di James: lo statunitense Randolph Hellebore, che è il genitore di George. Dopo ripetute provocazioni ed inviti a boxare, James lo stende con un pugno.

Dopo quell'episodio tra James Bond e George Hellebore nasce un rapporto di antipatia e di continue sfide che a stento Merriot riesca a frenare. Il rapporto crolla dopo una massacrante gara di nuoto, corsa e tiro, finanziata dalla famiglia Hellebore, che James riesce a vincere malgrado i tentativi di scorrettezze di George.

Per le vacanze, James Bond torna dagli zii a Fort William in Scozia. Durante il viaggio in treno conosce Red Kelly, un simpatico piccolo brigante. Scopre inoltre che anche il suo nemico George è diretto per la stessa destinazione.

A Fort William è accolto da zia Charmian e dai governanti May ed Alec Davidson. Zio Max è gravementa malato e teme di star vivendo l'ultima estate con l'amato nipote. Decide così di insegnargli a guidare la sua macchina: una granturismo a valvole laterali Bamford & Martin.

Durante il suo soggiorno scozzese, James Bond scopre che il fratello di Red è misteriosamente scomparso mentre passeggiava vicino alla tenuta degli Hellebore. Decide così di indagare sul fatto.

Insieme a Red si reca verso il castello. Sulla strada incontra Selvaggia Lawless, una bella ragazza su un cavallo bianco, che racconta di aver visto il fratello di Red alla tenuta degli Hellebore il giorno della sua scomparsa.

Nei pressi della proprietà, sono scoperti da Mike Tritacarne Moran, un detective americano che indaga su lord Hellebore. I tre osservano strane attività nel laghetto della tenuta dove sono versati sanguinolenti bocconi che creano strane ebollizioni nell'acqua.

Nel frattempo, nel castello, George, moralmente distrutto dalla severità del padre, è costretto a seguire complicati dibattiti sul Mein Kampf tra il genitore e lo psicopatico direttore scientifico della sua azienda: Perseus Friend.

Red, James e Selvaggia continuano le loro supposizioni sulla scomparsa del giovane Kelly. La loro indagine è il gioco più divertente per trascorrere le giornate in campagna. Red e James decidono di tornare nuovamente alla tenuta e scoprono il cadavere orribilmente mutilato del detective Moran.

I due entrano nel castello e James viene scoperto ed imprigionato. Lord Randolph illustra al ragazzo i laboratori in cui si effettuano esperimenti sulle anguille. Scopre così che la famiglia Hellebore da tempo segue il progetto SilverFin che si basa su esperimenti sul sistema nervoso e sull'ormone della crescita, direttamente su esseri umani. Un cattivo risultato è la crescita non controllata dei muscoli di Alfie, il fratello di Lord Randolph, il cui aspetto è orribilmente deturbato dagli esperimenti.

Anche George fa parte dell'esperimento e rischia di diventare come lo zio, se smette di prendere delle pillole. Lord Hellebore inizia ad usare James per un esperimento. Il ragazzo riesce a scappare dalla cella, comunicare a Red di cercare rinforzi ed attraversare il lago a nuoto. Mentre scappa per i boschi inseguito dai cani della tenuta, è salvato da Selvaggia a cavallo, avvisata da Red. Nella radura i due sono raggiunti da George, fuggito a sua volta dal castello.

Il rampollo della famiglia Hellebore si mette d'accordo con James e Selvaggia per affrontare il padre. I tre tornano al castello con l'obbiettivo di distruggere i laboratori di SilverFin. I tre riescono a dare fuoco ai locali e a distruggere le vasche delle anguille. Stanno per esser fermati da Lord Hellebore quando è ucciso schiacciato da Alfie, precedentemente colpito a morte da lui stesso con due colpi di pistola.

Immediatamente dopo gli effetti dell'esperimento si fanno sentire su James Bond che sviene. Passa molte giornate accudito da zia Charmian a dormire con una febbre molto alta. Quando inizia a sentirsi meglio, si accorge che in tutto quel tempo, non ha mai visto lo zio. Lo avvisano così che Max Bond è deceduto per l'aggravarsi delle sue condizioni, proprio nei giorni della sua convalescenza.
.

### Personaggi principali
- James Bond.
- Max Bond e Charmian: zii di James.
- Merriot: tutor di James Bond.
- Pritpal Nandra: compagno di convitto di James Bond.
- George Hellebore: rampollo di antica famiglia americana.
- Lord Randolph Hellebore: ricco scienziato e padre di George.
- Red Kelly: amico di James Bond.
- Selvaggia Lawless: amica di James Bond.
- May ed Alec Davidson: governanti di casa Bond.
- dottor Perseus Friend: direttore scientifico delle ricerche di Lord Hellebore.

## Edizioni
- Charlie Higson, SilverFin. Missione segreta, traduzione di Stefano Valenti, collana Junior Giallo, Arnoldo Mondadori Editore, 2006,  p. 353.